# Il giocattolo dei bambini
Il giocattolo dei bambini (こどものおもちゃ?, Kodomo no omocha), spesso abbreviato in Kodocha, è un manga scritto e disegnato da Miho Obana, pubblicato in Giappone sulla rivista Ribon di Shūeisha dal 2 luglio 1994 al 3 ottobre 1998. In Italia è stato pubblicato da Dynit dal gennaio 2002 all'agosto 2003. Nel 1998 l'opera ha vinto il Kodansha Manga Award nella categoria shōjo.
Dal manga è stato tratto un anime di 102 episodi, prodotto da Gallop e NAS e andato in onda in Giappone su TV Tokyo tra l'aprile 1996 e il marzo 1998; in Italia è stato trasmesso, con il titolo Rossana, su Italia 1 dal luglio al novembre 2000.

## Trama

### Anime
Sana Kurata è una ragazzina di 11 anni, risiede a Tokyo e vive una vita affascinante. Non solo sua madre è una famosa e pluripremiata scrittrice, ma lei è la star del programma televisivo Kodomo no omocha (Il giocattolo dei bambini, nell'edizione italiana Evviva l'allegria), pur frequentando ancora le scuole elementari. La più grande preoccupazione di Sana è Akito Hayama, un compagno di classe a capo di una banda di bulli che rende impossibile lo svolgimento delle lezioni. Con l'aiuto di Rei, suo manager e autista, Sana è determinata a riconquistare il controllo della classe dal suo nuovo acerrimo nemico, e solo più tardi scoprirà la difficoltosa situazione familiare di Hayama.
Col trascorrere del tempo Sana e Hayama stringono una forte amicizia, diventando inseparabili, nonostante la personalità di Sana metta a dura prova i sentimenti del ragazzo.
Alle medie Sana conosce una nuova compagna, Fuka, molto simile a lei, con la quale stringe subito una grande amicizia. Dopo aver ricevuto una nuova proposta di lavoro sul set de La villa dell'acqua in qualità di protagonista, Sana si allontana per qualche mese dalla città insieme al collega e amico Naozumi Kamura (che le rivelerà i suoi sentimenti), ed è durante questo periodo che riesce a comprendere cosa prova veramente nei confronti di Hayama. Quest'ultimo, però, si è fidanzato con Fuka e, venuta a conoscenza della relazione, la ragazza decide di buttarsi a capofitto sul lavoro, partendo per gli Stati Uniti con Naozumi, rivestendo il ruolo di attrice in un musical di Broadway, senza avere la più pallida idea di quando ritornerà a casa. Durante il soggiorno a New York Sana e Naozumi avviano una relazione, per poi lasciarsi poco più avanti, una volta ritornati in Giappone. Il ragazzo si era infatti accorto dei sentimenti che Sana continuava a nutrire nei confronti di Hayama.
In Giappone anche Hayama si accorge che non può vivere senza Sana, quindi chiude la storia con Fuka. L'ultima parte dell'anime vede protagonisti due nuovi personaggi: il professor Sengoku e Nakao. Il docente detesta Hayama, il quale crea un club di karate a cui si aggiunge Nakao, un ragazzino della loro classe che è assai timido. Un giorno Nakao scopre che il professor Sengoku non si è nemmeno reso conto di averlo come alunno nella sua classe, e così tenta il suicidio chiudendosi in uno stanzino dell'edificio di fianco alla scuola.
Il professor Sengoku accusa Hayama della scomparsa di Nakao, ma una lettera dello studente indirizzata all'insegnante e trovata da Fuka permette a Hayama di scagionarsi. Il professore rassegna così le dimissioni, Nakao si riprende, mentre Sana e Hayama, più complici che mai nell'intento di aiutare il compagno, si baciano sul terrazzo della scuola. I due si fanno una promessa: se Hayama diventerà cintura nera di karate, si dichiareranno apertamente i loro sentimenti.

### Manga
Sana Kurata è una bambina che vive a Tokyo, frequenta la sesta elementare e svolge al contempo un lavoro di attrice in alcuni noti programmi televisivi. Nella classe di Sana, tuttavia, la vita scolastica è resa molto difficile sia alle studentesse che ai professori, a causa del gruppo di maschi che non rispettano le regole e deridono continuamente i professori, rendendo impossibile svolgere le normali lezioni. A capo della combriccola vi è Akito Hayama, un ragazzino freddo ed enigmatico, che non prende direttamente parte agli atti molesti dei suoi compagni, ma li dirige in quanto è il più rispettato dai maschi per il suo temperamento.
La colossale divergenza di caratteri tra lei e Akito rende Sana intenzionata a porre fine al suo regno di terrore; scopre così che Akito tiene in pugno i professori grazie a un ricatto, e la ragazza riesce a capovolgere la situazione ricattando a sua volta Akito.
Da quel momento in poi Sana e Akito diventano quasi amici, mentre il loro rapporto si trasforma pian piano in un qualcosa di più profondo. 
Insieme i due ragazzi affrontano molte situazioni difficili, come il rapporto che Akito ha con il padre e la sorella e l'incontro tra Sana e la sua madre biologica dal passato turbolento, facendosi sempre forza l'uno con l'altra.
All'ingresso nelle scuole medie i due fanno la conoscenza di Fuka Matsui, una ragazza che somiglia sia caratterialmente che fisicamente a Sana, tanto che le due finiscono per diventare grandi amiche. Nel contempo però, Akito è frustrato dal fatto che Sana non si renda conto dei sentimenti che lui prova verso di lei, e la situazione peggiora sensibilmente quando lei, a causa delle riprese per un nuovo film, è costretta ad essere confinata in montagna per tre mesi, senza poter comunicare con Akito e i suoi amici. Quando poi si diffonde la falsa notizia che Sana si sia fidanzata ufficialmente con il suo collega attore e grande amico Naozumi Kamura, Akito accetta la proposta di Fuka di mettersi con lei.
Al ritorno di Sana la falsa notizia viene smentita con decisione dalla ragazza, con grande sorpresa di tutti; intanto Sana è molto giù di corda per il fatto che Fuka e Akito si siano messi insieme, e decide di buttarsi a capofitto nel lavoro per non pensare a lui. La distanza da Sana fa tornare Akito il ragazzo freddo e violento di un tempo, tanto che viene coinvolto in una rissa e reagisce violentemente con il suo professore, colpendolo (anche se il professore aveva lui stesso colpito Akito per primo), gesto che gli costa una sospensione. Venuta a conoscenza della situazione, Sana si ricongiunge con Akito e riesce a farlo ritornare alla normalità.
Tornati a scuola, Akito un giorno fa una strana conversazione con un ragazzo della sua classe, Kazuyuki Komori, che nonostante sia per lui praticamente uno sconosciuto, vorrebbe essere amico di Akito; come era da aspettarsi viene respinto un po' insensibilmente da Akito, e qualche giorno dopo si diffonde la notizia della scomparsa del ragazzo, che ha deciso di togliersi la vita ed è sparito senza lasciare tracce, a parte un diario rinvenuto da Akito nel proprio armadietto. Grazie a quello, Akito decide di trovare Komori e, con l'appoggio di Sana, parte da solo alla ricerca. Poco prima di andare via, però, Akito si dichiara a lei, dicendole di aspettare per il suo ritorno.
Komori, tuttavia, sotto l'effetto di una crisi psicotica, è intenzionato a morire insieme ad Akito, motivo per cui gli ha fatto trovare il diario in modo che potesse capire la posizione del suo nascondiglio. Propone ad Akito di suicidarsi insieme a lui, ma Akito risponde che non si ucciderebbe mai, dato che sua madre ha dato la sua stessa vita nel partorirlo, e dice fermamente al ragazzo che se lo vuole morto dovrà ucciderlo con le proprie mani. Komori pugnala perciò Akito al braccio, causandogli una ferita profonda, ma poi ritorna in sé e i due fanno ritorno a casa.
Alla stazione ferroviaria tutti sono in attesa del loro ritorno, ma quando Akito e Komori arrivano, il primo sviene a causa dell'emorragia profonda. Viene portato d'urgenza all'ospedale dove il suo cuore si ferma, e lui nella sua incoscienza riesce a incontrare per la prima volta sua madre, che gli intima di lottare per la propria vita. Akito così riesce a sopravvivere, ma la sua mano destra è irrimediabilmente paralizzata a causa della ferita. Quando è in ospedale riceve la visita di Fuka, che lo lascia poiché è consapevole dell'amore tra Akito e Sana.
Dopodiché, la situazione tra Sana e Akito migliora e i due si mettono ufficialmente insieme. Tuttavia, l'improvvisa decisione da parte del padre di Akito di trasferirsi a Los Angeles con tutta la famiglia sconvolge profondamente i due ragazzi, che non vogliono separarsi. Sana, soprattutto, è talmente turbata che sviluppa una strana patologia, chiamata "malattia della bambola", che le impedisce qualsiasi espressione facciale nonostante lei non senta nulla di diverso e si veda normale allo specchio a causa di un'illusione della sua mente. Akito le sta accanto così come la madre adottiva di Sana e il suo manager Rei Sagami, grandissimo amico della ragazza.
Siccome la situazione di Sana non migliora, Akito decide di assecondare il desiderio della ragazza e di organizzare una fuga con lei, in modo che possano stare insieme. Durante la fuga, Akito la mette di fronte alla verità riguardo alla sua malattia, che Sana ancora rifiuta di accettare, e riesce a farla guarire mostrandosi a piangere per la prima volta di fronte a lei.
Dopo la guarigione di Sana i due fanno ritorno a casa, e vengono a conoscenza del motivo per il quale il padre di Akito vuole trasferirsi: ha infatti scoperto che a Los Angeles si trova lo studio di un famoso medico che potrebbe essere in grado di operare la mano di Akito e farla ritornare alla normale funzionalità. Sana allora insiste perché Akito parta, e i due si salutano promettendosi di restare insieme.
Per oltre un anno i due continuano a mantenersi in contatto tramite telefono e fax, anche se pian piano le comunicazioni si affievoliscono a causa dei vari impegni di entrambi. Al ritorno di Akito in Giappone, Sana ha ormai messo un po' da parte la carriera di attrice e gestisce uno sportello d'ascolto radiofonico per ragazzi con problemi; Akito ha recuperato completamente la funzionalità della mano ed è diventato cintura nera di karate, sport da lui praticato, vincendo numerose competizioni. Sana e Akito si ricongiungono, e stanno ancora insieme tra i soliti piccoli litigi.
Il manga si conclude con Sana che va ad un appuntamento con una ragazza dello sportello radiofonico che ha bisogno di incontrarla, accompagnata da Akito, Fuka e i suoi amici, lasciando a intendere che Sana in futuro continuerà a essere la persona premurosa e altruista, esattamente come lo è stata con Akito.

## Personaggi

La protagonista, Sana Kurata, nella sigla italiana

- Sana Kurata (倉田 紗南?, Kurata Sana, in Italia Rossana "Sana" Smith)

Doppiata da: Shizue Oda (ed. giapponese), Marcella Silvestri e Renata Bertolas (canto) (ed. italiana)
È una ragazza di 11 anni, del segno dei Pesci, sempre allegra, fa l'attrice e partecipa al celebre programma televisivo Kodomo no Omocha. Vive con la madre Misako e il suo agente Rei; in seguito viene svelato che fu abbandonata dalla madre biologica, subito dopo la sua nascita e trovata da Misako, che l'ha poi adottata. Non sopporta Akito Hayama, bullo della propria classe, e fa di tutto per fermarlo. Dopo qualche tempo scopre i motivi per cui lui sceglie di essere una persona disobbediente e diventa più comprensiva nei suoi confronti. Nel frattempo, la sua amicizia con Hayama diventa sempre più intensa per cui alla fine si innamora di lui , ma non si rende conto di questo, fino a quando viene a sapere che lui sta uscendo con Fuka la sua migliore amica. Nonostante questo, i due si ritrovano e si mettono insieme. Nel crossover Deep Clear, Sana ha 26 anni, è sposata con Hayama ed i due hanno una bambina di nome Sari.
- Akito Hayama (羽山 秋?, Hayama Akito, in Italia Heric Akito)

Doppiato da: Tatsuya Nakazaki (ed. giapponese), Monica Bonetto (ep. 1-51) e Irene Scalzo (ep. 52-102) (ed. italiana)
È un ragazzo scontroso e di poche parole di 11 anni, del segno della Bilancia; è forte fisicamente e prende lezioni di karate. Ha paura delle altezze ed è molto onesto. Poiché il padre lavora troppo, ha con lui un rapporto distante, mentre sua madre è morta dandolo alla luce. Ritenendolo colpevole, la sorella maggiore Natsumi lo chiama Akuma no ko, ossia "figlio del diavolo". Nonostante sia conosciuto per essere il bullo della classe sua e di Sana, è molto intelligente e ottiene sempre buoni voti. La sua amicizia con Sana ammorbidisce il suo comportamento e lei lo aiuta ad avere un rapporto migliore con la sua famiglia. Da sempre innamorato di Sana, per un breve periodo esce con Fuka, ma lei si rende conto che Hayama ha bisogno di Sana per cui si lasciano. Successivamente inizia ad uscire con Sana. Nel crossover Deep Clear, Hayama ha 26 anni, è sposato con Sana e i due hanno una bambina di nome Sari.

## Media

### Manga
Il manga venne pubblicato dal 1994 sulla rivista Ribon. Successivamente la serie è stata serializzata in 10 tankōbon, più un volume speciale chiamato Mizu no yakata (水の館?). La storia tra il manga e l'anime differisce in molte parti, in particolare tra la fine della prima serie e a metà della seconda dove prende una strada completamente opposta. Nell'anime, infatti, si aggiungono numerosi episodi riempitivi di intermezzo.
In Italia il manga in 10 volumi a partire dal 2002, è edito dalla Dynit, pubblicato nella collana Love & Pop, e riproposto in più occasioni. Anche il volume speciale è stato pubblicato in Italia, con il titolo La villa dell'acqua, tra il quinto e il sesto volume, rispettando l'ordine cronologico dei fatti accaduti.
Sempre la Dynit nel 2018 ha lanciato un cofanetto Big Edition con 7 volumi che racchiudono la storia più due autoconclusivi (La villa dell'acqua e Deep Clear).
| 1        | 19 aprile 1995 | ISBN 978-4-08-853791-7 | 3 gennaio 2002  |
| 1        | Capitoli - 1-5 - Extra: Sterminare gli Hayaga |                        |                 |
| 1        | Trama Akito Hayama, un ragazzo difficile, da qualche tempo terrorizza la sua classe. Quando Sana, una sua compagna di classe, scopre che il ragazzo sta ricattando due insegnanti, decide di fargliela pagare. Tsuyoshi dice a Sana che Hayama ha un punto debole: la paura delle altezze, ma, proprio mentre Akito le sta per confessare il suo amore, Sana e le ragazze devono correre a salvare Mami, che Hayama sta cercando di annegare. Sana affronta Hayama, dicendogli di smetterla di fare il bullo. Dopo numerosi tentativi falliti, a Sana viene in mente di ricattare Hayama con una fotografia (lo stesso modo in cui lui sta facendo con gli insegnanti). Con l'aiuto di Tsuyoshi, Sana segue Hayama a casa, dove scopre più di quanto voleva sapere: la sorella maggiore, Natsumi, lo butta fuori di casa, mentre il padre, Fuyuki, non si accorge dei problemi tra i due figli, sfogando il proprio dolore sul lavoro. Indipendentemente da ciò, Sana, grazie a Tsuyoshi, abbassa i pantaloni di Hayama e gli scatta una foto, riuscendo a fargli appiattire il suo comportamento ribelle. Sana scopre da Tsuyoshi che la madre di Hayama è morta dandolo alla luce, motivo per cui la sua famiglia lo odia. Incidentalmente Sana sta facendo un film con una trama simile. Dopo aver visto il film, la famiglia di Hayama si accorge di essere nel torto, poiché la madre di Hayama ha dato tutto il suo amore, anche la sua vita, ad Hayama, in modo che egli potesse vivere; cominciano a trattarlo meglio, ringraziando Sana dell'aiuto. Sterminare gli Hayaga: Hayama gioca uno scherzo al dio della foresta, il quale lo punisce trasformandolo in una falena. In seguito, trasforma in una falena anche la mamma di Sana, Misako. Ma il tutto era in realtà solo un sogno di Sana, che immagina di essere la principessa del Regno Kurata.                                                     |                        |                 |
| 2        | 17 settembre 1995 | ISBN 978-4-08-853817-4 | 13 marzo 2002   |
| 2        | Capitoli - 6-10 |                        |                 |
| 3        | febbraio 1996 | ISBN 978-4-08-853840-2 | 10 maggio 2002  |
| 3        | Capitoli - 11-14 |                        |                 |
| 4        | luglio 1996 | ISBN 978-4-08-853867-9 | 19 giugno 2002  |
| 4        | Capitoli - 15-19 - Extra: Oponchi Sisters |                        |                 |
| 5        | dicembre 1996 | ISBN 978-4-08-853892-1 | 7 febbraio 2003 |
| 5        | Capitoli - 20-24 |                        |                 |
| 6        | maggio 1997 | ISBN 978-4-08-856016-8 | 8 aprile 2003   |
| 6        | Capitoli - 25-29 - Extra An Egg Full of Thorns |                        |                 |
| 7        | ottobre 1997 | ISBN 978-4-08-856042-7 | 25 giugno 2003  |
| 7        | Capitoli - 30-34 |                        |                 |
| 8        | marzo 1998 | ISBN 978-4-08-856068-7 | 25 agosto 2003  |
| 8        | Capitoli - 35-39 |                        |                 |
| 9        | agosto 1998 | ISBN 978-4-08-856094-6 | 26 agosto 2003  |
| 9        | Capitoli - 40-45 |                        |                 |
| 10       | gennaio 1999 | ISBN 978-4-08-856119-6 | 26 agosto 2003  |
| 10       | Capitoli - 46-50 |                        |                 |
| Speciale | La villa dell'acqua 「水の館」 - Mizu no yakata | 1999                   | maggio 2003     |
| Speciale | Trama La villa dell'acqua racconta la storia del film omonimo che Sana e Naozumi hanno girato ne Il giocattolo dei bambini. Il quattordicenne Hiroto Suzuhara (interpretato da Naozumi), dopo aver perso i genitori, decide di cercare suo fratello Masato, scomparso in circostanze misteriose: sei anni prima suo fratello, la sua fidanzata Mako Sonoda (interpretata da Sana) e la loro amica Miwa Nakagawa (interpretata da Asako) si erano recati per una vacanza in una villa, da cui non tornarono più. Ora anche Hiroto si reca alla villa misteriosa, cercando di scoprire cosa è accaduto. In Pochi, la protagonista è Sayaka Kano, una ragazza che in una valutazione scolastica per valutare lo stress ha preso il punteggio massimo, ovvero è la più stressata della sua scuola. Alcune sue amiche per farla divertire un po' la invitano in un locale. Mentre si sta recando lì, alla ragazza cade un libro giù da un ponte, fin sulle sponde del fiume, e mentre lo cerca assiste ad una strana scena: vede una donna che chiama un cane, ma quello che le risponde è un ragazzo che si comporta come un cane. Arrivata nel locale i suoi amici le presentano Pochi, un loro compagno di scuola che ha ottenuto il punteggio opposto al suo, quindi è il più rilassato della scuola. Con grande sorpresa di Sayaka, si tratta del ragazzo che ha visto al fiume. I due, del tutto opposti, attraversano situazioni familiari difficili, ma differenti: Sayaka per via della pressione psicologica esercitata su di lei dalle aspettative dei genitori e dalla sua volontà di accontentarli (per questo è la più stressata della scuola), Pochi per via delle condizioni del padre (in stato vegetativo da 10 anni, e la madre è così fuori di testa da scambiarlo per il suo cane morto da anni e "tornato da lei"). Decidono di aiutarsi a vicenda, instaurando in poco tempo una profonda amicizia. |                        |                 |

### Anime
L'anime, prodotto dalla Gallop e NAS, è composto da 102 episodi, andati in onda su TV Tokyo dal 5 aprile 1996 al 27 marzo 1998.
L'anime si divide in due stagioni: la prima va dall'episodio 1 all'episodio 51 e narra la prima parte della storia, cioè quando i personaggi frequentano le scuole elementari; la seconda va dall'episodio 52 all'episodio 102 e narra la seconda ed ultima parte della storia, cioè quando i personaggi vanno alle scuole medie.
In Italia è stato acquistato da Mediaset ed è stato trasmesso in prima visione sull'emittente televisiva Italia 1 con il titolo Rossana, in un'edizione pesantemente censurata, dall'8 luglio al novembre 2000, all'interno del contenitore Bim bum bam. In particolare, la serie è stata riadattata per la prima TV in 70 puntate da 33 minuti l'una, ciascuna contenente un episodio e mezzo della versione giapponese: i primi episodi sono stati trasmessi fino al 22 luglio, e la serie è stata poi interrotta; in seguito è ripresa dal 21 agosto con le repliche delle puntate già trasmesse (alcune eccezionalmente nel formato senza accorpamenti e a due alla volta) e dal 6 settembre sono iniziati gli episodi inediti sempre nel taglio da 33 minuti. Gli episodi dal 95 al 98 sono ordinati in modo differente dall'originale. La serie è stata in seguito replicata più volte su Italia 1, Italia Teen Television e Hiro: nelle ultime ritrasmissioni la serie è stata riportata al formato originale di 102 episodi da 20 minuti l'uno.
La serie è stata successivamente raccolta in VHS e in DVD.
Nel terzo volume del manga, l'autrice Miho Obana, a proposito della serie, disse di non aver preso parte direttamente alla produzione dell'anime, ma di averne supervisionato la sceneggiatura, l'impostazione dei personaggi e molte altre cose. Inoltre, disse di essere molto contenta di come erano stati esaltati i lati umoristici di tutti i personaggi e che lo staff della produzione aveva perfettamente colto lo spirito della serie.

#### Sigle
Sigla di apertura
19-ji no news (１９時のニュース?), dei TOKIO (ep. 1-44)
Ultra relax (ウルトラリラックス?), di Tomoe Shinohara (ep. 45-102)
Sigla di chiusura
Panic! (パニック！?), dei Still Small Voice (ep. 1-39)
DAIJO-BU, di Tomoko Hikita (ep. 40-74)
PINCH ~Love me deeper~, di Rina Chinen (ep. 75-102)
Intermezzo
Good-bye love, di Shizue Oda (Sana) (ep. 8, 10)
Sigla di apertura e di chiusura italiana
Rossana, di Cristina D'Avena e Giorgio Vanni
La sigla italiana, con la musica di Franco Fasano, il testo di Alessandra Valeri Manera e l'arrangiamento di Max Longhi, è interpretata da Cristina D'Avena e Giorgio Vanni, presenta un arrangiamento completamente diverso e viene usata sia in apertura che in chiusura in una versione da due minuti.

#### Home video
Oltre ai CD dedicati alla serie, in patria sono usciti regolarmente anche i VHS, i LD ed i DVD.
La serie in Italia è stata distribuita interamente in edicola da De Agostini in VHS contenenti 2 episodi ciascuna. Nel 2002 Yamato Video ha riproposto la serie in DVD singoli pubblicando 5 episodi per ogni volume, interrompendosi tuttavia alla quinta uscita e proponendo quindi solo i primi 25 episodi. Entrambe le edizioni contenevano sia il video sia il doppiaggio italiano della versione televisiva, e mantenevano perciò tutte le censure audio e video. Nell'edizione DVD di Yamato Video erano presenti come extra le sigle originali; inoltre era possibile selezionare l'audio giapponese oltre ai sottotitoli.
In un extra presente nel DVD originale giapponese, c'è una scena aggiuntiva inedita dove vi è un discorso serio tra Sana e Babbit e infine la ragazza canta una canzone.
| Nº | Titolo CD                                                                    | Numero tracce | Data uscita      |
| -- | ---------------------------------------------------------------------------- | ------------- | ---------------- |
| 1  | Panic! (パニック！?)                                                         | 4             | 1º giugno 1996   |
| 2  | Kodomo no omocha Soundtrack Vol.1 (こどものおもちゃ サウンドトラック Vol.1?) | 20            | 21 agosto 1996   |
| 3  | DAIJO-BU                                                                     | 3             | 21 febbraio 1997 |
| 4  | Kodomo no omocha Soundtrack Vol.2 (こどものおもちゃ サウンドトラック Vol.2?) | 19            | 21 febbraio 1997 |
| 5  | Kodomo no omocha Soundtrack Vol.3 (こどものおもちゃ サウンドトラック Vol.3?) | 22            | 21 gennaio 1998  |

#### Adattamento italiano
La versione italiana, censurata da Mediaset, presenta scene tagliate, dialoghi moderati o stravolti e nomi dei personaggi cambiati. Inoltre sono stati eliminati molti riferimenti al Giappone, alla cultura e alla cucina, soprattutto con violenti zoom ogni qualvolta comparivano scritte in lingua giapponese. Tutte queste censure hanno reso incomprensibili molti punti della trama. La seconda serie (52-102) è stata meno censurata della prima: infatti la maggior parte dei nomi dei nuovi personaggi, come Sengoku e Nakao, sono stati lasciati come nell'originale. Anche i riferimenti al Giappone non sono stati completamente eliminati, come invece veniva fatto nella prima serie. Inoltre, Fuka (in Italia Funny), in originale, ha un accento particolare, il Kansai-ben, caratteristico della città di Osaka, dove la bambina ha vissuto molti anni; in Italia si è scelto di usare un accento simil-inglese per mantenere questa particolare caratteristica del personaggio. Nell'ultimo episodio, 102, la canzone Always Be With You che faceva da sottofondo per l'appassionante bacio dei due protagonisti, nell'edizione italiana è stata sostituita con una delle altre colonne sonore (solo musicale) della serie. In passato, invece, la canzone era stata ricantata in italiano da Cristina D'Avena. Nella versione giapponese Kodomo no omocha è il titolo non solo dell'anime e del manga ma anche del programma televisivo a cui partecipa Sana e condotto da Zenjiro; nella versione italiana, invece, il titolo del programma è stato modificato in Evviva l'allegria.
- Sana riteneva Rei (in Italia Robby) non solo il suo manager, ma anche il suo fidanzato, mentre nell'adattamento italiano lo considera un semplice amico, per superare il problema dell'evidente scarto di età dei due.
- Sana, in realtà, non è una semplice attrice, ma viene definita, in originale, con il termine idol, ovvero una star giovanissima già attiva in diversi campi quali la recitazione, la danza, il canto e altre attività correlate.
- La foto con cui Heric/Akito ricattava gli insegnanti nei primi episodi non li ritraeva semplicemente mentre si baciavano, ma in un vero e proprio rapporto sessuale avuto in un'aula della scuola.
- La madre di Akito Hayama è morta dandolo alla luce. Ritenendolo colpevole, la sorella maggiore lo chiama Akuma no ko, ossia "figlio del diavolo", "demonio", espressione molto più dura del semplice "diavoletto" usato nell'edizione italiana.
- Dopo la storia delle fotografie, quando Sana affronta Hayama nel parco e gli chiede cosa lo tormenta, la situazione è ben diversa dalla versione italiana in cui i due non fanno che prendersi in giro per l'ennesima volta. Hayama dice che la sua vita è sempre stata un inferno, che non ne può più di vivere e che, se lei voleva davvero aiutarlo, doveva ucciderlo, e così dicendo le porge anche un coltello. Sana, sconvolta da tale freddezza, prende il coltello e lo conficca nell'albero alle spalle di Hayama, fuggendo poi in lacrime per la situazione estrema in cui si era trovata. Se si nota bene, nonostante lo zoom dell'edizione italiana, poco prima della fuga di Sana, è ben visibile a destra del volto di Akito, il coltello conficcato nell'albero e la mano di Sana che lo tiene per il manico. Inoltre il suddetto coltello è perfettamente visibile nell'episodio 52, il primo della seconda serie, quando Hayama dorme in infermeria e Sana ricorda i momenti trascorsi con lui; tra questi ricordi il ragazzo compie l'atto di porgere il coltello all'amica. Il taglio di questa scena ha comportato delle modifiche anche nella seconda parte dell'episodio, nel quale per tutto il giorno Sana segue Akito per paura che possa suicidarsi, facendo diverse gaffes come nel suo stile: nel corridoio della scuola ha paura che possa gettarsi dalla finestra, nel cortile mentre si lava la faccia teme che voglia affogarsi in un secchio e dopo scuola, a un incrocio, si aggrappa al suo braccio per evitare che si faccia investire.
- Akito è un ragazzo introverso che nella versione originale utilizza spesso l'espressione "non lo odio" per indicare che in realtà ama molto qualcosa, sarà suo padre a rivelarlo a Sana. Nell'anime lo dirà riferito al sushi, ai dinosauri (dopo che Sana gli dà il regalo di metà compleanno) e riferito alla stessa Sana (dopo che lei gli chiede come mai l'abbia baciata la prima volta). Nella versione italiana lui le risponde invece "perché non mi sei antipatica" e le altre occasioni in cui usa questa espressione in italiano verranno praticamente tagliate o modificate, facendo perdere questa particolarità del personaggio.
- La storia di Keiko[17], la donna che ha partorito Sana, è ben diversa rispetto a quanto detto nell'edizione italiana dell'anime. In realtà la madre di Sana aveva solo 14 anni quando partorì la bambina[18], e, semplicemente, la abbandonò in un parco per non doverla crescere; di conseguenza la storia dell'incidente automobilistico e della perdita di memoria sono totalmente inventate per mascherare la questione troppo spinosa per un anime in onda nel pomeriggio dei bambini.
- Vengono spesso tagliati oppure modificati dei punti in cui Hayama passa la mano sulla schiena di Sana per vedere se porta il reggiseno, schernendola puntualmente per essere ancora piatta; la cosa è una gag ricorrente fra i due fino a quando Sana, in montagna per il suo primo film, compra finalmente il suo primo reggiseno decidendo di chiamare Akito per prenderlo in giro.
- Nell'episodio 63 Sana si arrabbia fortemente con Heric perché questi la chiama involontariamente "Rana", e verso la fine della puntata, quando Heric ricommette lo stesso errore, Sana gli molla uno schiaffo. Nella versione originale, il motivo dell'arrabbiatura è che per la prima volta Heric chiama Sana con il suo nome, laddove precedentemente i due si erano sempre chiamati per cognome ovvero Hayama e Kurata (in Giappone infatti chiamarsi per nome significa essere in grande confidenza, che però evidentemente non c'era tra i due protagonisti). Akito si giustifica dicendo che, passando molto tempo con Funny/Fuka, che la chiama per nome, subisce la sua influenza; questa risposta desterà ovviamente la gelosia di Sana.
- Nella scena dell'episodio 66, dove Sana ed Heric si vedono all'aeroporto un attimo prima che lei parta con Charles per New York, i due fanno delle riflessioni interiori su loro stessi. Si tratta di un adattamento realizzato per l'edizione italiana, in quanto nella versione originale, al posto del dialogo c'è solamente la versione cantata del brano Always be with you: solo alla fine Sana dice dentro di sé: "Heric... ha scelto Funny", come poi accadrà nell'episodio 81, dove si rivede, attraverso un flashback, la stessa scena, stavolta strutturata in modo più fedele con la versione giapponese.
- Nell'ultimo episodio, dopo la sigla finale originale, è presente uno spezzone di pochi minuti dove avvengono molti avvenimenti non importanti ai fini della trama principale[19]. Questo evento non è presente nella versione italiana trasmessa da Italia 1. Il finale riprende Akito che fallisce la gara di Karate, arriva un uomo misterioso che dice a Sana che sarà la sua sposa. L'ex-ragazza di Takaishi (Jeremy) picchia violentemente Fuka per riavere indietro il suo ragazzo. Akito viene aggredito da un borseggiatore, Rei rimane scioccato leggendo su un quotidiano che Asako si è sposata con il regista Ouno. Akito e Sana vengono attaccati da uomini della yakuza vestiti in nero che probabilmente li vogliono dividere, ma Sana si oppone dicendo "La violenza non muoverà i cuori della gente" e quindi ad intervenire arriva Misako, la madre di Sana, con tutta la famiglia, compresa la propria madre. Da New York arriva la famiglia Hamilton (in rovina) per Naozumi, mentre Akito tenta di nuovo di vincere la prova per la cintura nera, ma fallisce nuovamente. Il tutto si vede in rapida velocità e in modo demenziale. Alla fine Sana e Babbit nel loro TG di ogni fine episodio, annunciano che da qualche parte Kodocha continuerà in eterno.

### OAV
Prima della creazione dell'anime, venne pubblicato il 16 dicembre 1995 un OAV pilota, prodotto da J.C.Staff per celebrare il 40º anniversario della rivista Ribon, dalla durata di 30 minuti con il titolo omonimo alla serie, che riprende il primo volume del manga. In questo OAV Sana è bionda e il cast delle voci originali è diverso, ed è stato pubblicato solo in Giappone. La sigla di chiusura, Kodomo no kimochi, cantata da Chisa Yokoyama (doppiatrice di Sana nell'OAV), fu composta dalla stessa Miho Obana.

### Crossover
In occasione della celebrazione dei vent'anni di carriera di Miho Obana, nel settembre 2010, l'autrice ha lanciato sulla rivista mensile Cookie Deep Clear, un crossover tra Il giocattolo dei bambini e Honey Bitter, altra sua opera famosa. Il racconto vede una Sana, ormai adulta, ingaggiare la detective Shuri Otokawa (protagonista di Honey Bitter) dell'agenzia Office S per indagare su un caso particolare.